# Korado Korlević
Korado Korlević es un astrónomo croata.
Nació en Poreč, Croacia en 1958, y es uno de los astrónomos más importantes de su país. Es el descubridor de un gran número de asteroides y algunos cometas.

## Premios y galardones
- Premio de la ciudad de Poreč "San Mauro" [2]
- El asteroide (10201) Korado toma su nombre en su honor.[2]
- Premio Edgar Wilson 1999[2]
- Premio Edgar Wilson 2000[3]
- Premio Ivan Filipović 2002[2]